# Ilario Carposio
Ilario Carposio (Trento, 1852 – Fiume, 1921) è stato un fotografo italiano, titolare di un importante studio fotografico nella città di Fiume (oggi in Croazia).

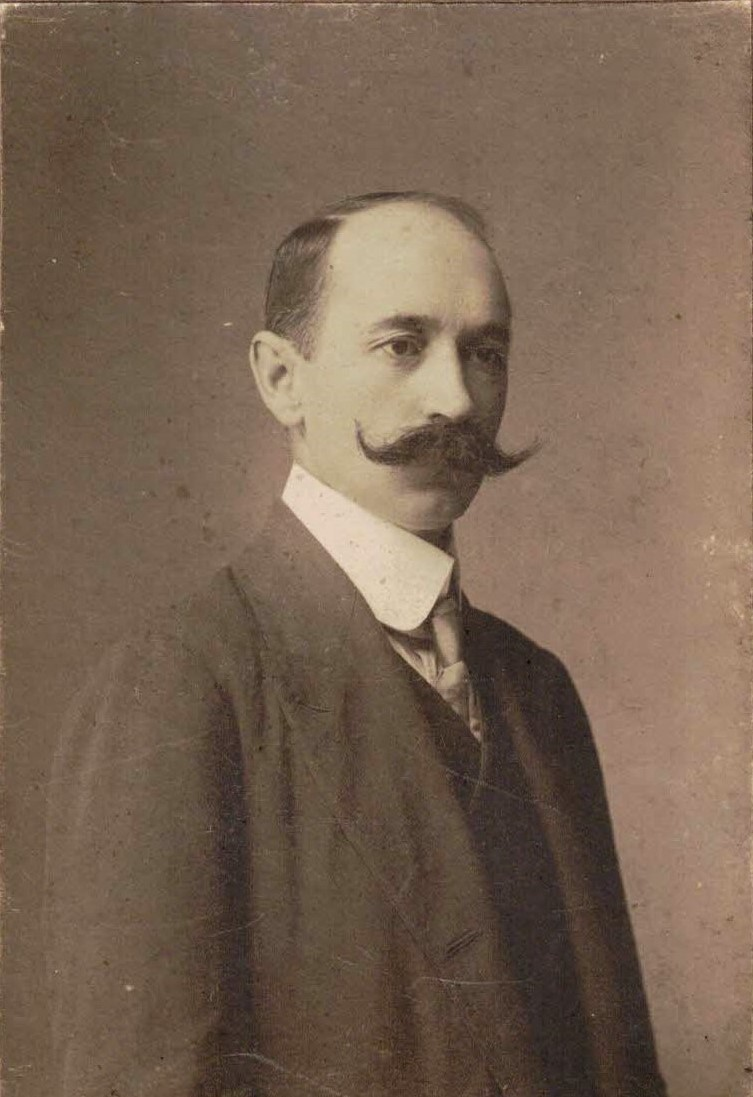
Ilario Carposio in September, 1912

Lo studio fotografico venne aperto nel 1878 e si impose quasi subito nel contesto cittadino. Ilario Carposio fu insignito di premi importanti, in un'epoca in cui l'arte della fotografia era ancora ai primordi. Si può citare, ad esempio, il riconoscimento ricevuto all'Esposizione Agricola Industriale Austro-ungarica, svoltasi a Trieste nel 1882.
Alla morte di Ilario, lo studio fu ereditato e portato avanti dal figlio Renato Carposio (1886-1930) e, alla prematura morte di Renato, dalla sua vedova Maruzza, e venne chiuso nel 1947.
Il retro delle foto dello studio Carposio aveva sempre un "marchio di fabbrica".
Ilario Carposio ebbe sette figli, tra cui Enrico (1887-1980) che fu uno stimato professore di matematica e fisica, prima a Fiume e, successivamente alle vicende post-belliche, a Bologna.
Nell'aprile-maggio 2004 si sono svolte due esposizioni delle foto di Ilario Carposio, rispettivamente a Fiume (Rijeka) e a Zagabria.